# Mano Negra (grup de música)
Mano Negra era un grup musical liderat per Manu Chao que va triomfar en els anys 90 amb èxits com Mala Vida, Clandestino o Señor Matanza. El seu estil és una mescla entre rock, cançó, música africana, rumba catalana, ska, salsa i reggae. La banda va ser fundada el 1987 per Manu, el seu germà Antonio i el seu cosí Santi Casariego.
Encara que alguns membres del grup l'havien deixat el 1992, la separació definitiva va ser l'any 1995, després d'una llarga gira en tren per Colòmbia. Aquesta gira consistí a construir un tren que portava gel i escopia foc, emulant el que narra en Gabriel García Márquez a la seva obra Cien años de soledad sobre el gitano Melquíades. La gira els portà arreu de Colòmbia, aturant-se a petits pobles nit rere nit per fer actuacions, tant musicals com de circ.
L'origen del seu nom és una suposada organització anarquista anomenada Mano Negra.

## Components del grup
- Manu Chao, cantant i guitarra (fundador)
- Antoine Chao, trompeta i veus (cofundador)
- Santiago Casariego, bateria i veus (cofundador)
- Philipe Teboul, percussió i veus (també conegut com a Garbancito, va deixar el grup el 1993)
- Daniel Jamet, guitarra i veus (va deixar el grup el 1992)
- Olivier Dahan, baix i veus (va deixar el grup el 1993)
- Thomas Darnal, teclats i veus
- Pierre Gauthé, trombó i veus (va deixar el grup el 1993)

## Discografia
- 1988 - Patchanka (Boucherie Productions / Virgin France S.A.)
- 1989 - Puta's Fever (Virgin France S.A.)
- 1991 - King of Bongo (Virgin France S.A.)
- 1991 - Amerika Perdida (Virgin France S.A., compilació)
- 1992 - In the Hell of Patchinko (Virgin France S.A.)
- 1994 - Casa Babylon (Virgin France S.A.)
- 1994 - Bande Originale Du Livre (Virgin France S.A. i Syros)
- 1998 - Best of Mano Negra (Virgin France S.A., compilació)
- 2001 - Mano Negra Illegal (Big Mama Records, compilació de cançons de Mano Negra interpretades per altres artistes)
- 2004 - L'Essentiel (Virgin France S.A., compilació)